# Antoinette Meyer
Antoinette Meyer, född 19 juni 1920 i Hospental, död 19 juli 2010, var en schweizisk alpin skidåkare.
Meyer blev olympisk silvermedaljör i slalom vid vinterspelen 1948 i Sankt Moritz.